# OPENER
『OPENER』（オープナー）は、2012年7月25日にメディアファクトリーからリリースされた、奥井亜紀のアルバム。

## 解説
- 前作「TIMEcARTRIDGE」より3年2ヶ月ぶりのリリースとなり、メディアファクトリーから発売された。
- アルバムタイトルの由来は、旅先のヴィンテージショップに並んだ栓抜きの取っ手に書いてある"OPENER"という文字を見て、「聴く人にとっていろんな意味の『開ける』につながること」を願って付けられた。[1]
- BEST&NEWソングアルバムと銘打っており、既存のアニソン曲6曲と新曲6曲を収録している。
- 「心のファンファーレ(Album ver.)」は、2012年7月19日よりiTunes Store等音楽配信サービスにて先行配信された。

## 収録曲
1. Wind Climbing 〜風にあそばれて〜 ★
TVアニメ『魔法陣グルグル』EDテーマ
2. BOYS BE BRAVE 〜少年よ勇気を持て〜 ★
TVアニメ『クレヨンしんちゃん』EDテーマ
3. 心のファンファーレ(Album ver.) ☆
TVアニメ『ポケットモンスター ベストウイッシュ』EDテーマ
4. インタビュー ☆
5. 限りなき旅路 ★
TVアニメ『∀ガンダム』最終話EDテーマ
6. 月の繭 ★
TVアニメ『∀ガンダム』第41話-第49話EDテーマ
7. カランドリエ ★
TVアニメ『黄昏乙女×アムネジア』EDテーマ
8. 怪盗ラヴミー ☆
9. 晴れてハレルヤ ★
TVアニメ『魔法陣グルグル』OPテーマ
10. ミサイル ☆
11. 窓 ☆
12. 粒星 ★
シングル「カランドリエ」c/w収録曲

★：オリジナル原盤

☆：新録

作詞：奥井亜紀(M-1,4,7,8,9,10,11,12)、奥井亜紀＆西東レモン(M-2)、BWプロジェクト(M-3)、C.Piece(M-5)、井萩麟(M-6)

作曲：奥井亜紀(M-1,2,4,8,9,10,11,12)、田代智一(M-3,7)、菅野よう子(M-5,6)

編曲：小野寺明敏(M-1,2,9)、後藤康二(M-3,7)、菅野よう子(M-5,6)、深澤秀行(M-4,8,10,11,12)

## 参加ミュージシャン
- シンセオペレーター：山中剛(M-1,9)、橋本茂昭(M-2)
- ギター：小野寺明敏(M-1,2,9)、宮脇てつや(M-4,8,10,11,12)
- ベース：中鉢俊哉(M-1)
- ピアノ：柴草玲(M-2)、西本明(M-12)
- コーラス：佐藤真由美(M-9)、小野寺明敏(M-9)、井上雅子(M-9)、堀田明子(M-9)、深澤秀行(M-10)